# Tombeau de saint Remi
Le tombeau de saint Remi, situé dans la basilique Saint-Remi de Reims, est un chef-d'œuvre de l'art gothique flamboyant qui abrite les reliques de saint Remi, évêque de Reims qui a baptisé le roi Clovis en 496 ou 498. L’actuel tombeau est le cinquième connu.

## Historique des tombeaux de Saint-Remi
Les livres d'histoire utilisent souvent et de manière générique le terme « mausolée » pour le « tombeau de saint Remi » même s'il ne remplit pas les caractéristiques d'un mausolée par sa taille.

### Premier mausolée (633)
Le corps de saint Remi fut inhumé après sa mort le 13 janvier 533 dans un caveau au milieu de l’église Saint-Christophe, petite chapelle élevée sur un cimetière.
Sonnace, archevêque de Reims fait construire en 633 une église plus grande et place, le 1er octobre 633, les reliques de saint Remi dans un premier mausolée.

### Second mausolée (852)
L’archevêque Hincmar démolit la chapelle et édifie l’église Saint-Remi en 852. Il fait construire un tombeau encore plus riche et dépose les reliques de saint Remi dans une châsse d’argent.

### Troisième mausolée (1537)
En 1537, le cardinal Robert de Lenoncourt, abbé du monastère, fait construire un tombeau plus haut que celui de l’archevêque Hincmar. C’est celui qui est parvenu jusqu’à la Révolution.
Il est représenté par un dessin par Beaussonnet de 1633.
Il présentait deux registres, le registre supérieur servant de support à des reliefs représentant la vie de saint Remi. 

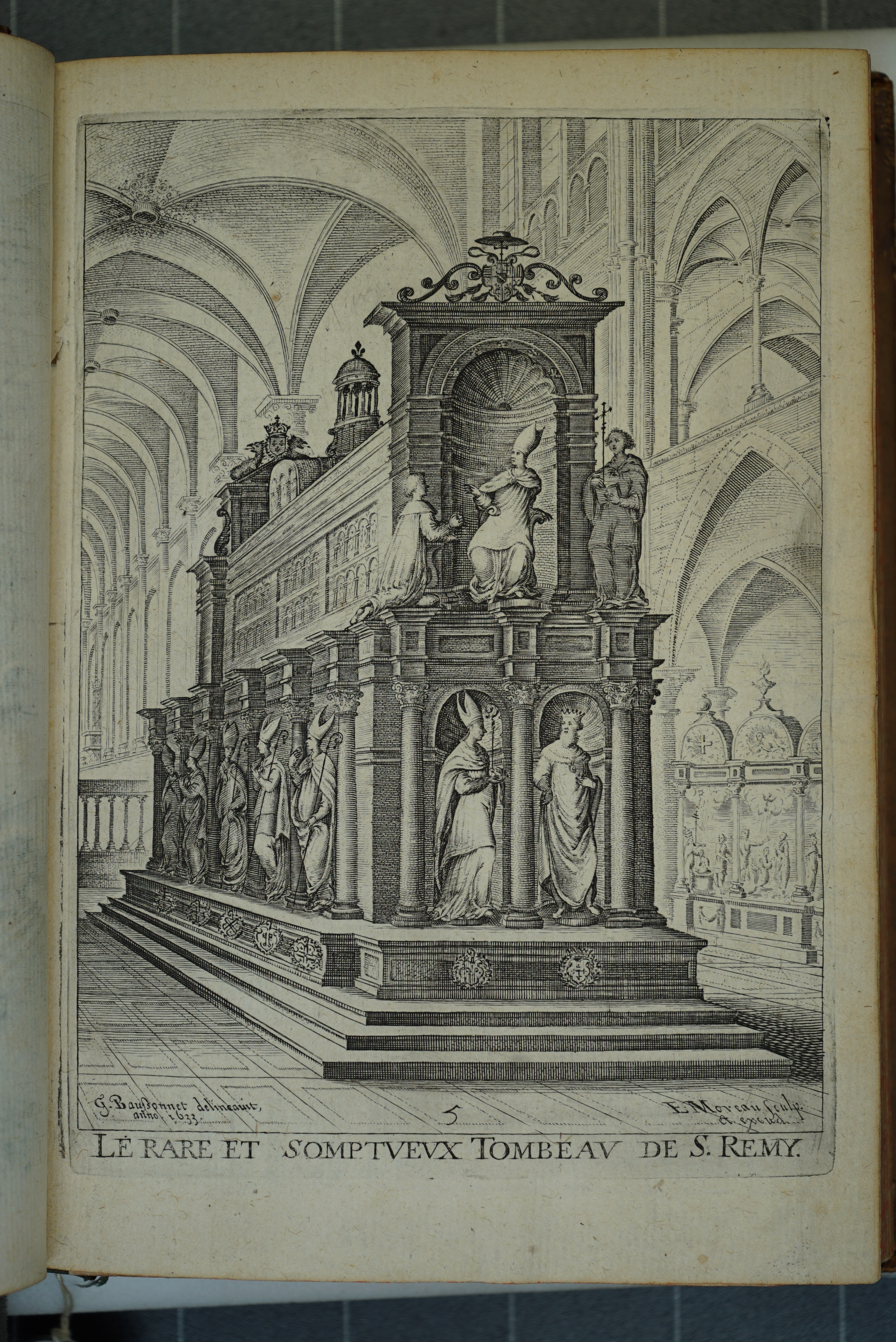
Le tombeau primitif en 1633.

### Quatrième mausolée (1803)
De sa destruction par les Révolutionnaires, en 1793, subsistent des statues dites rondes-bosses. Entre 1803 et 1847, elles sont réemployées dans une rotonde formée de huit colonnes grâce à Ludimart de Vauxelles, également donateur de la quatrième châsse à la même époque. 
Au sommet s'élevait un baldaquin en bois, surmonté d'un pot-à-feu momentanément remplacé par un aigle impérial.
À la Révolution, la châsse en argent massif a été fondue.

### Cinquième tombeau en 1847
Finalement un cinquième tombeau est réalisé en 1847. C'est une œuvre de Narcisse Brunette, en collaboration avec le sculpteur Michel Wendling.
Les statues précédemment sauvées sont employées dans les niches. Le tombeau est inauguré et béni par Thomas Gousset le 3 octobre 1847. 

## Description du cinquième tombeau
Le tombeau mesure environ 4 mètres de haut et 3 mètres de large.

### Face avant du tombeau de saint Remi
La face avant du tombeau de saint Remi est divisée en trois niveaux :
- Le niveau inférieur comporte une plaque en marbre noir avec le texte suivant en latin (suivi de sa traduction dans ce texte) :

« BEATI REMIGII SEPULCHRUM / Tombeau du bienheureux Remi

A SONNATIO EPISC: ANNO DCXXXIII / élevé primitivement en ce lieu par l’évêque Sonnace en 633, 

HOC IN EODEM LOCO PRIMITUS ELATUM / Erigé originellement en ce lieu

AB HINCMARO ARCHIEP: ANNO DCCCLII / Par l’archevêque Hincmar, en 852

ROB: CARD: DE LENONCOURT ABB: ANNO MDXXXVII / Restauré par le cardinal de Lenoncourt Abbé en 1537

R: R: LUINART DE VAUXELLES PIO VIRO ANNO MDCCCIII/ Restauré par un pieux rémois, M. Ludinard de Vauxelles en 1803

TER RENOVATUM / Rénové une troisième fois

CIVITAS REMENSIS ANNO MDCCCXLVII / Par la ville de Reims en 1847

THOMA GOUSSET METROP: SEDEM TENENTE / Sous Thomas Gousset occupant le siège métropolitain

FUNDITUS REAEDIFICAUIT / Reconstruit entièrement

HIC B: REMIGII QUICQUID HUMANITUS SUPEREST PIE COLIMUS / Ici nous vénérons pieusement les restes mortels de saint Remi

UT PRECIBUS EJUS FRETI FIDE SPE CHARITATE REFOVEAMUR / Demandant qu’avec le secours de ses prières, se raniment en nous la foi, l’espérance et la charité ».
- Le niveau médian comporte une grille en fer forgé ajourée qui ferme l'accès à la châsse contenant les ossements de Saint Remi.

- Le niveau supérieur est constitué d'un fronton avec une frise et une plaque en marbre blanc, surmontée des armoiries de Thomas Gousset, archevêque de Reims. Sur la plaque de marbre est inscrit en lettre d'or « Sancto Remigio » qui veut dire « Saint Remi ».

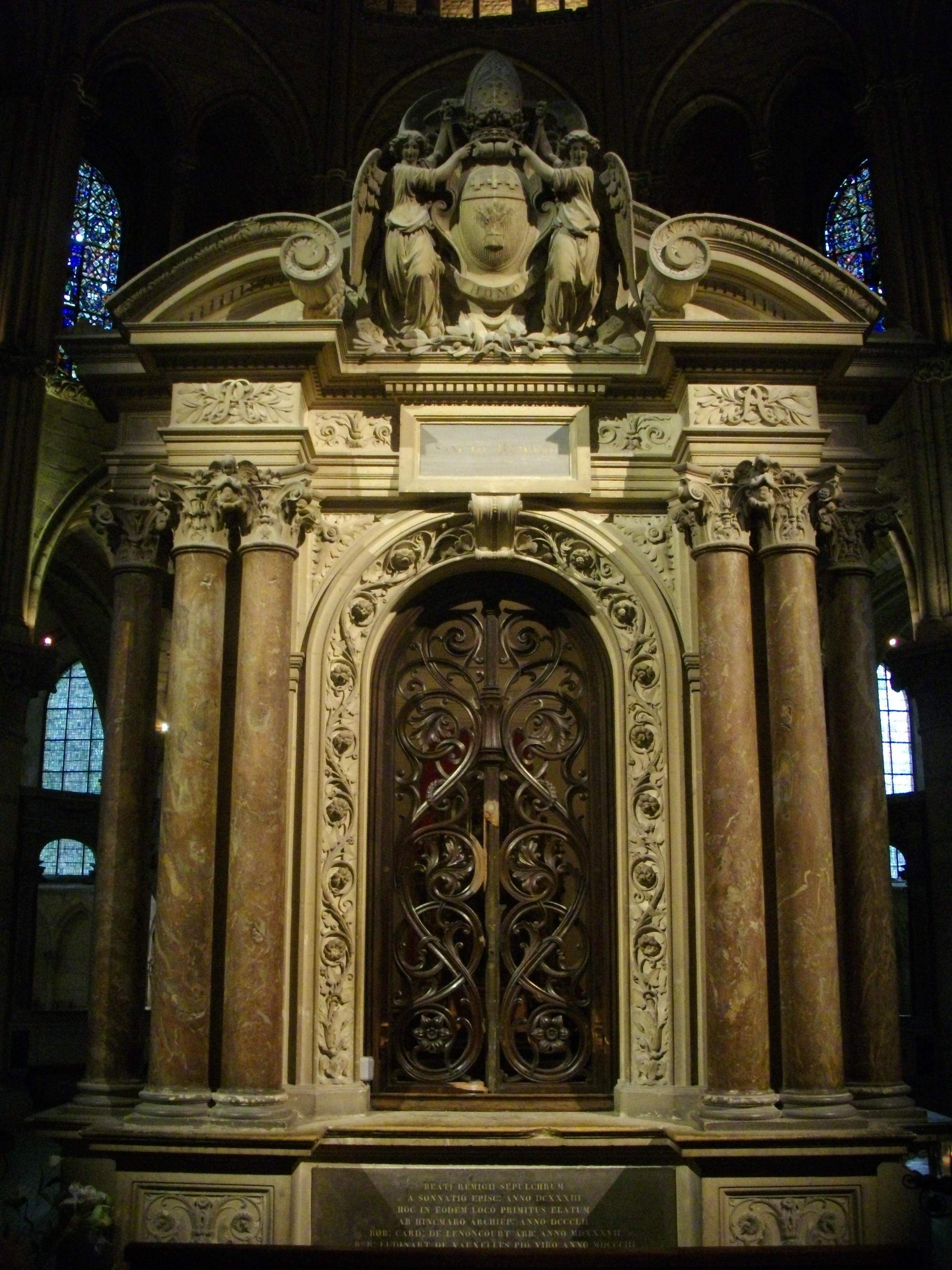
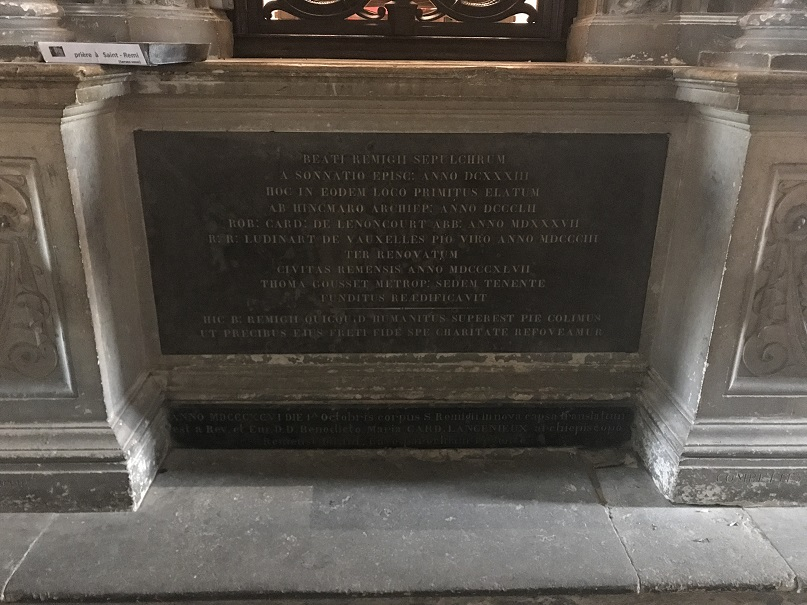
Inscriptions.
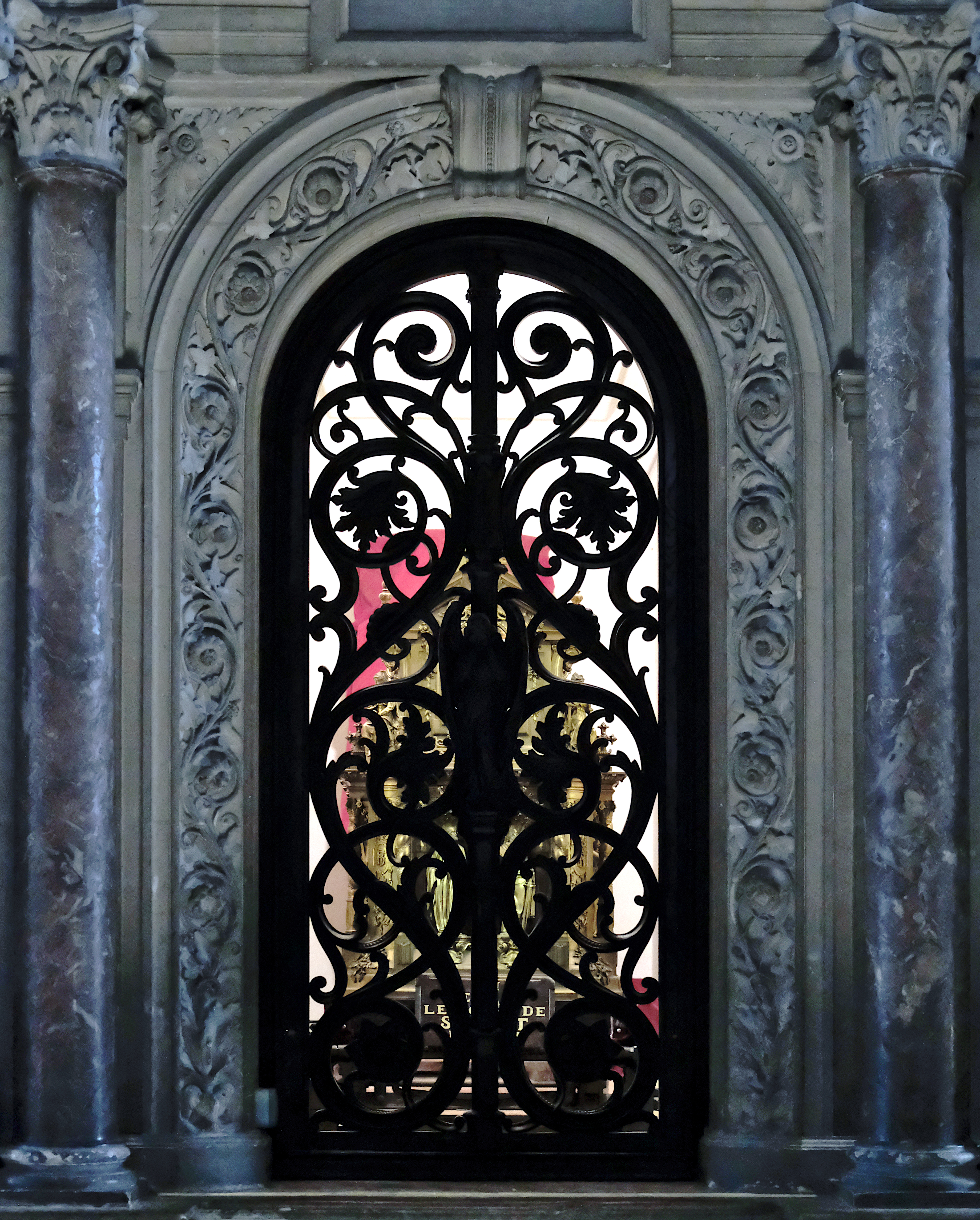
Grille en fer forgé.
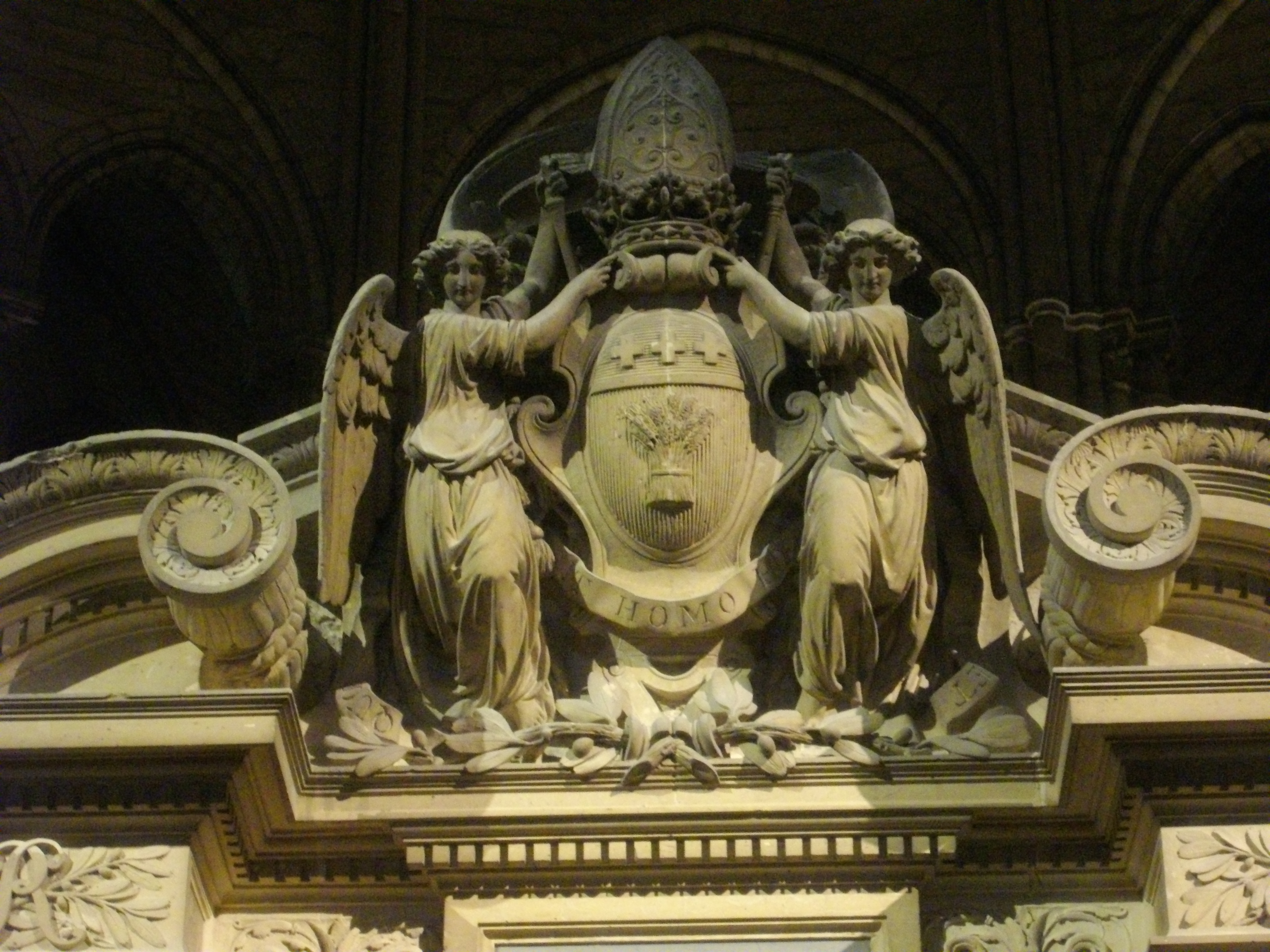
Armoiries de Thomas Gousset.

### Faces latérale du tombeau de saint Remi
Sur les faces latérales du tombeau, sont disposées, entre les colonnes de marbre, douze statues représentant les pairs de France ecclésiastiques et laïcs. Elles sont attribuées à Pierre Jacques (1520-1596), sculpteur français du XVIe siècle.
Ces statues sont issues de l’ancien tombeau construit en 1537 par Robert de Lenoncourt.
Du côté gauche (nord):  

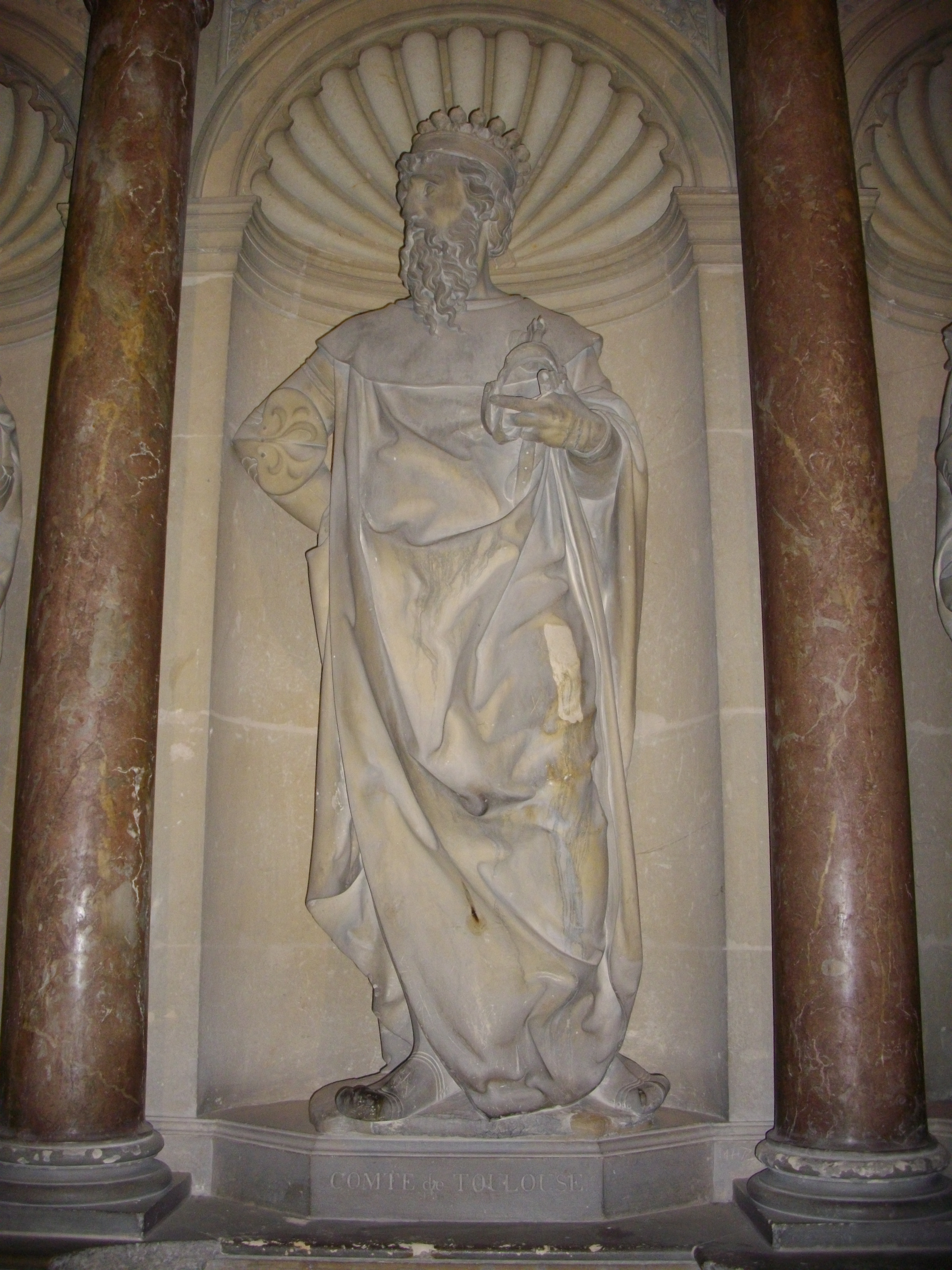
Comte de Toulouse.
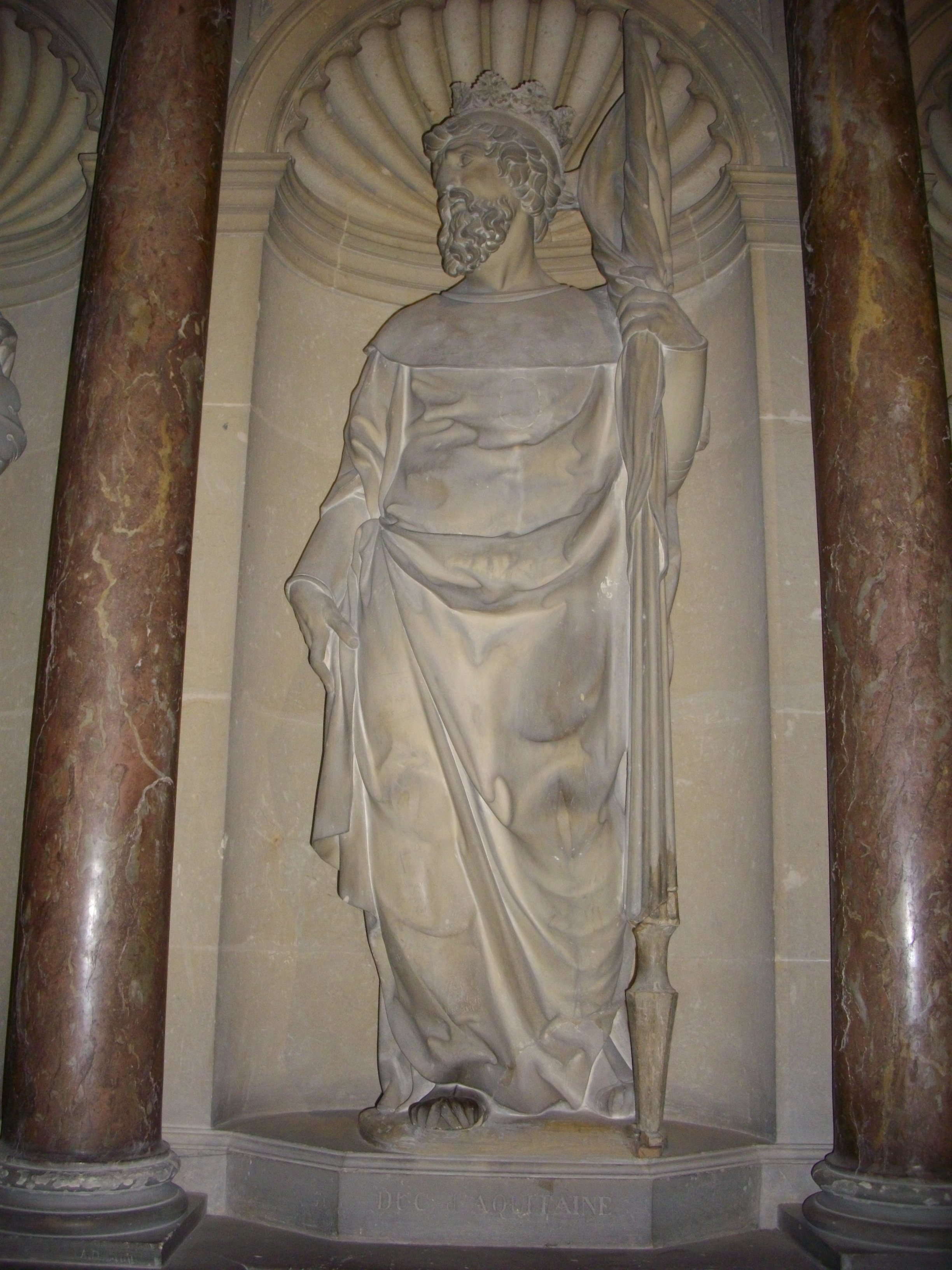
Duc d'Aquitaine.
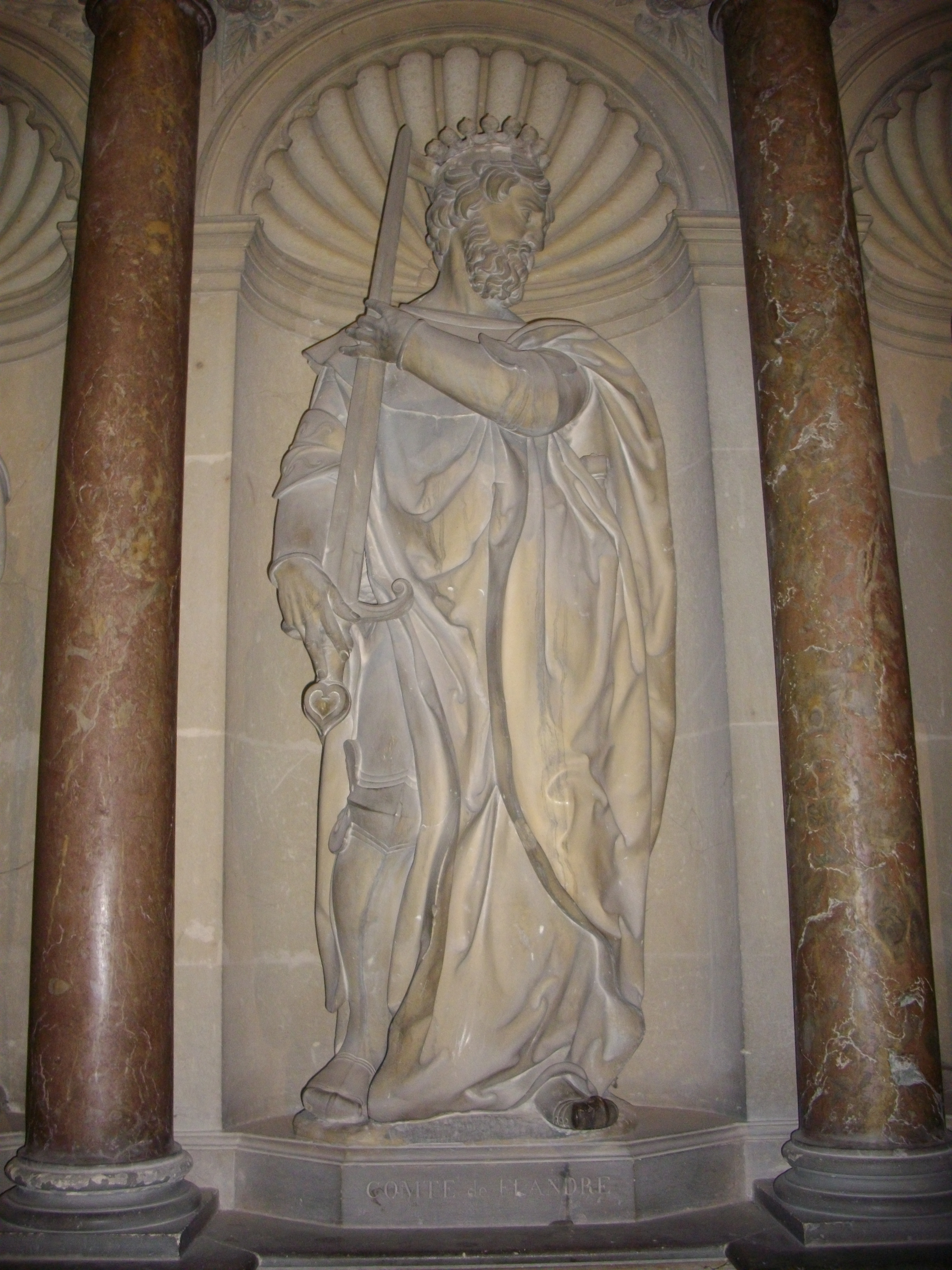
Comte de Flandre
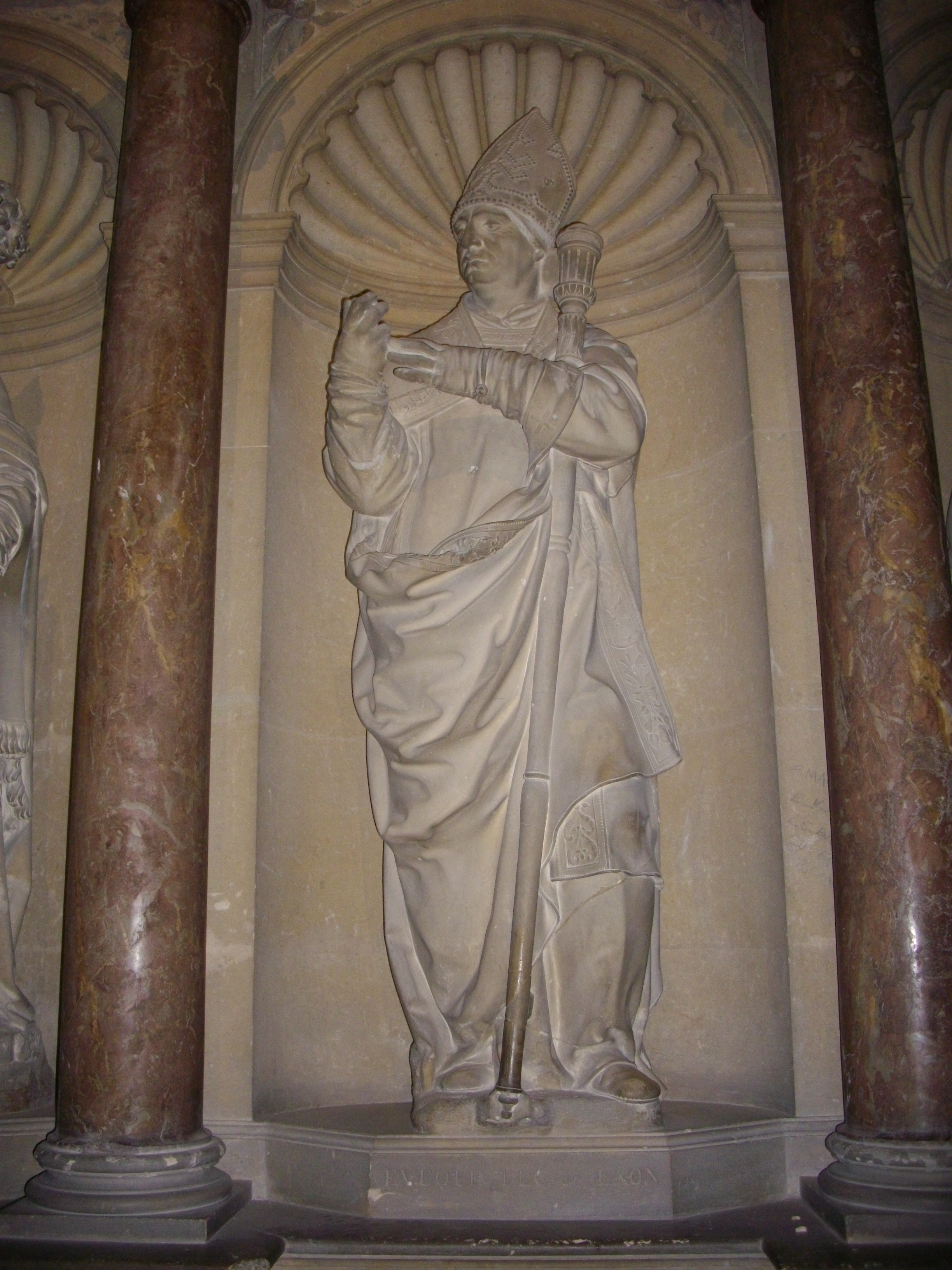
Évêque de Laon.
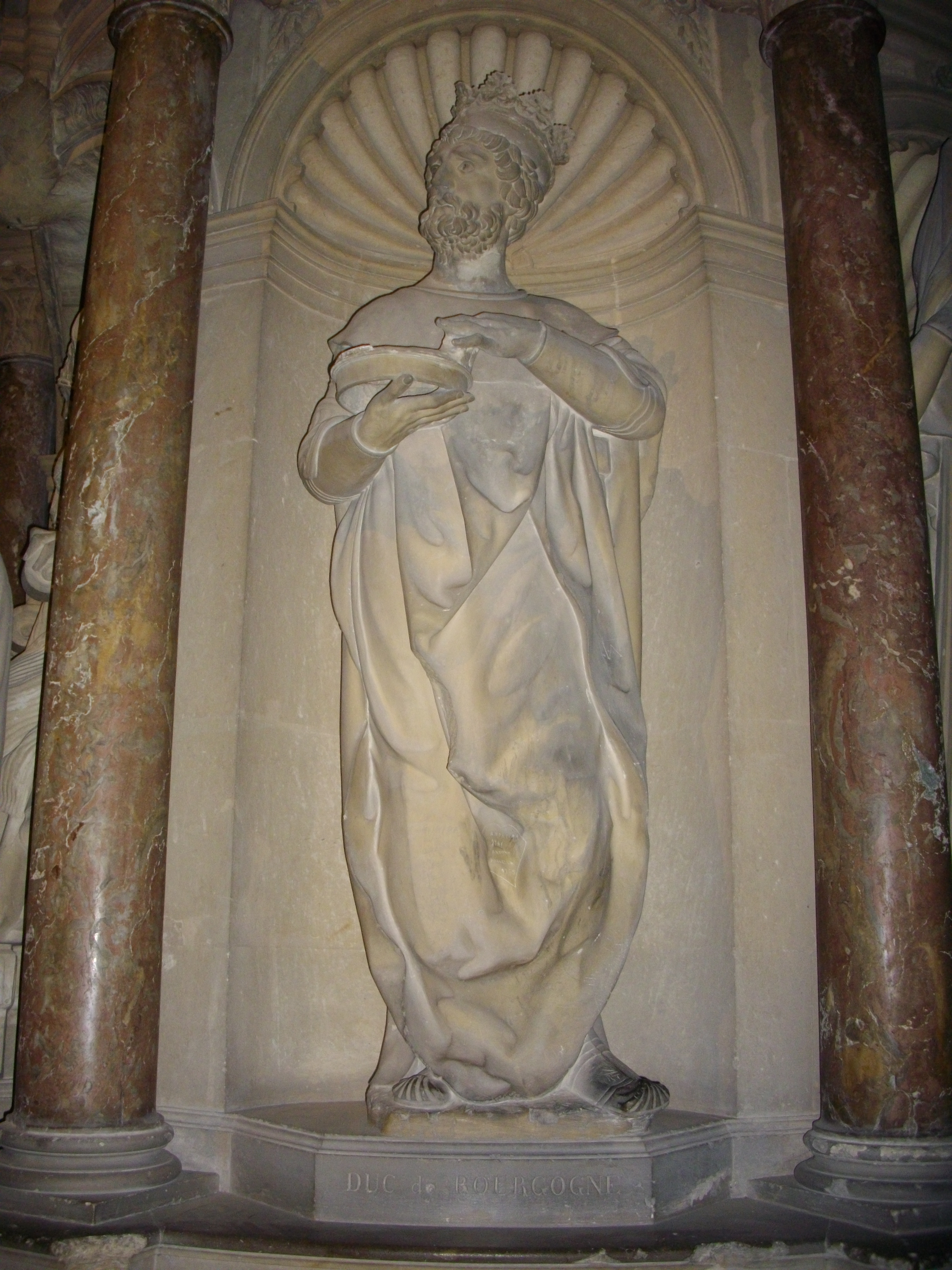
Duc de Bourgogne.
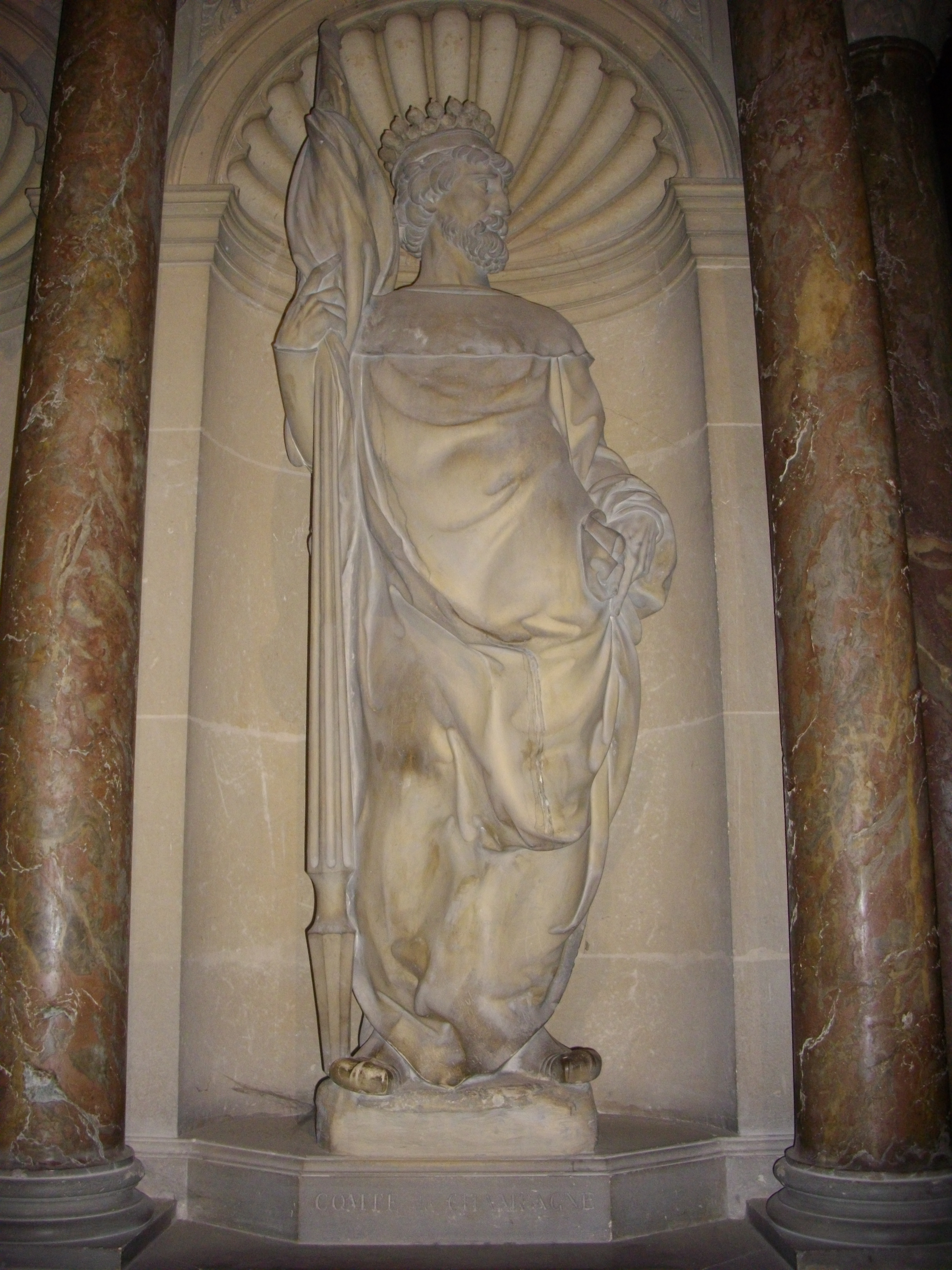
Comte de Champagne

Du côté droit (ou sud) :

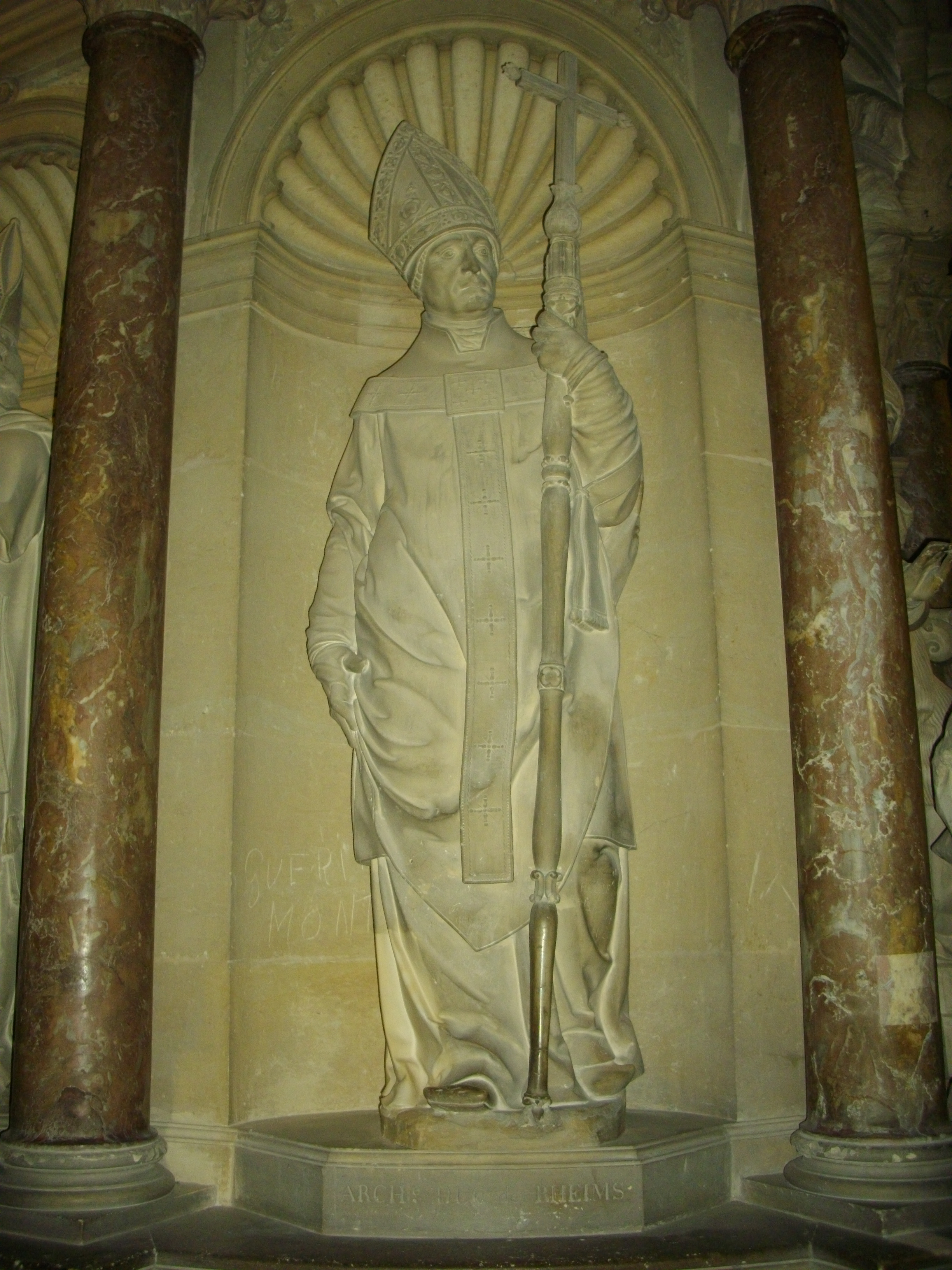
Archevêque de Reims.
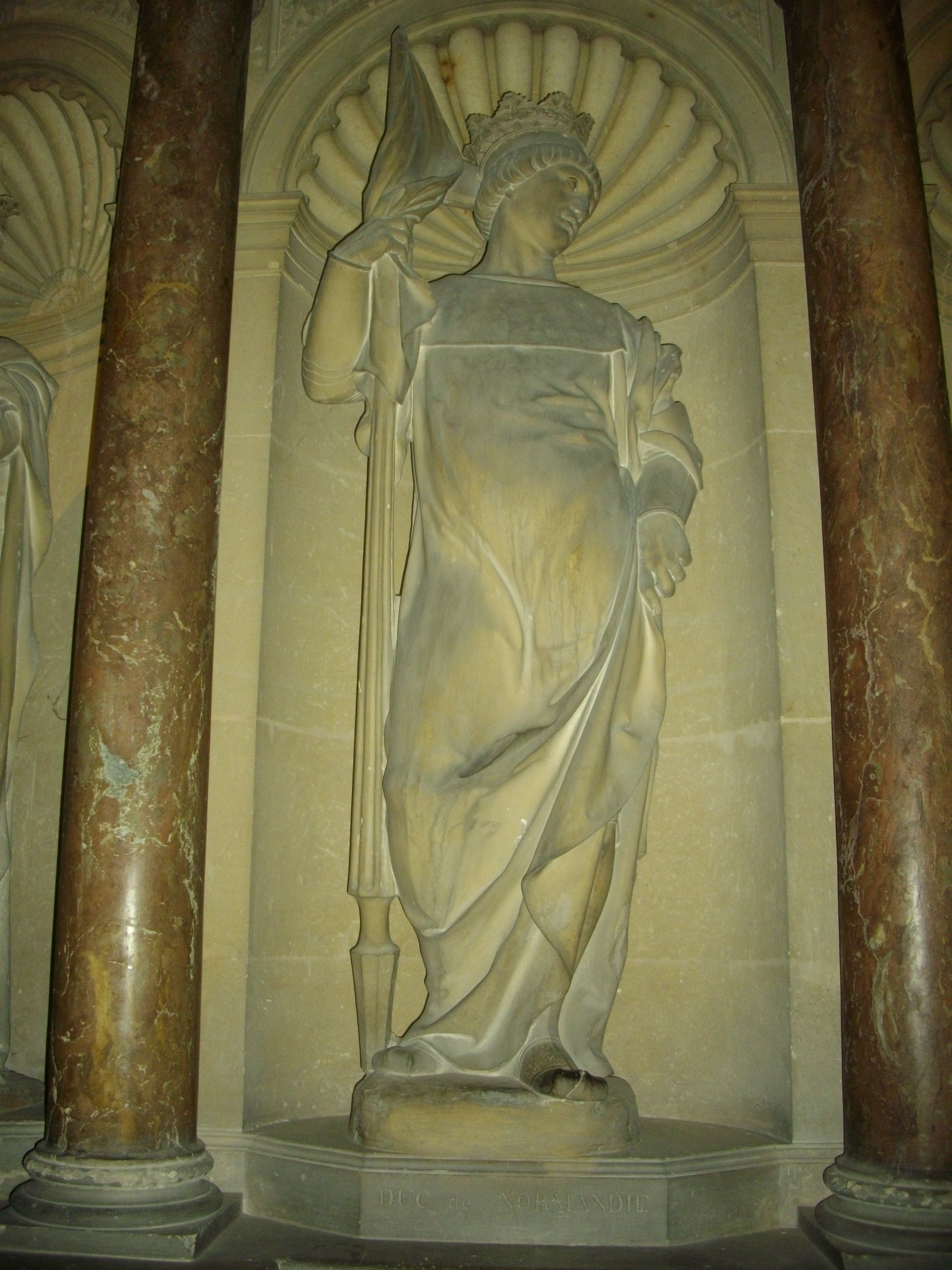
Duc de Normandie.
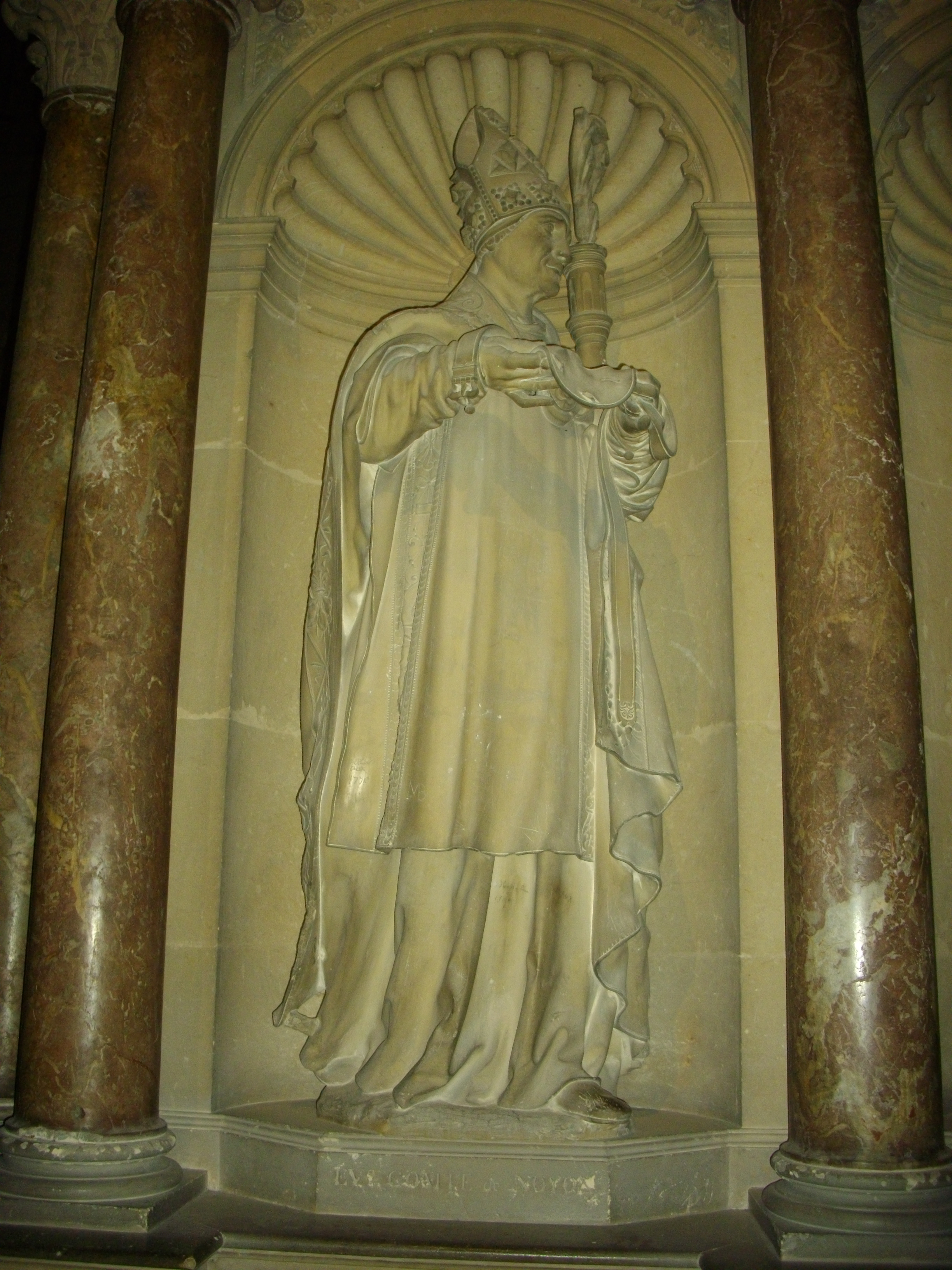
Évêque de Noyon.
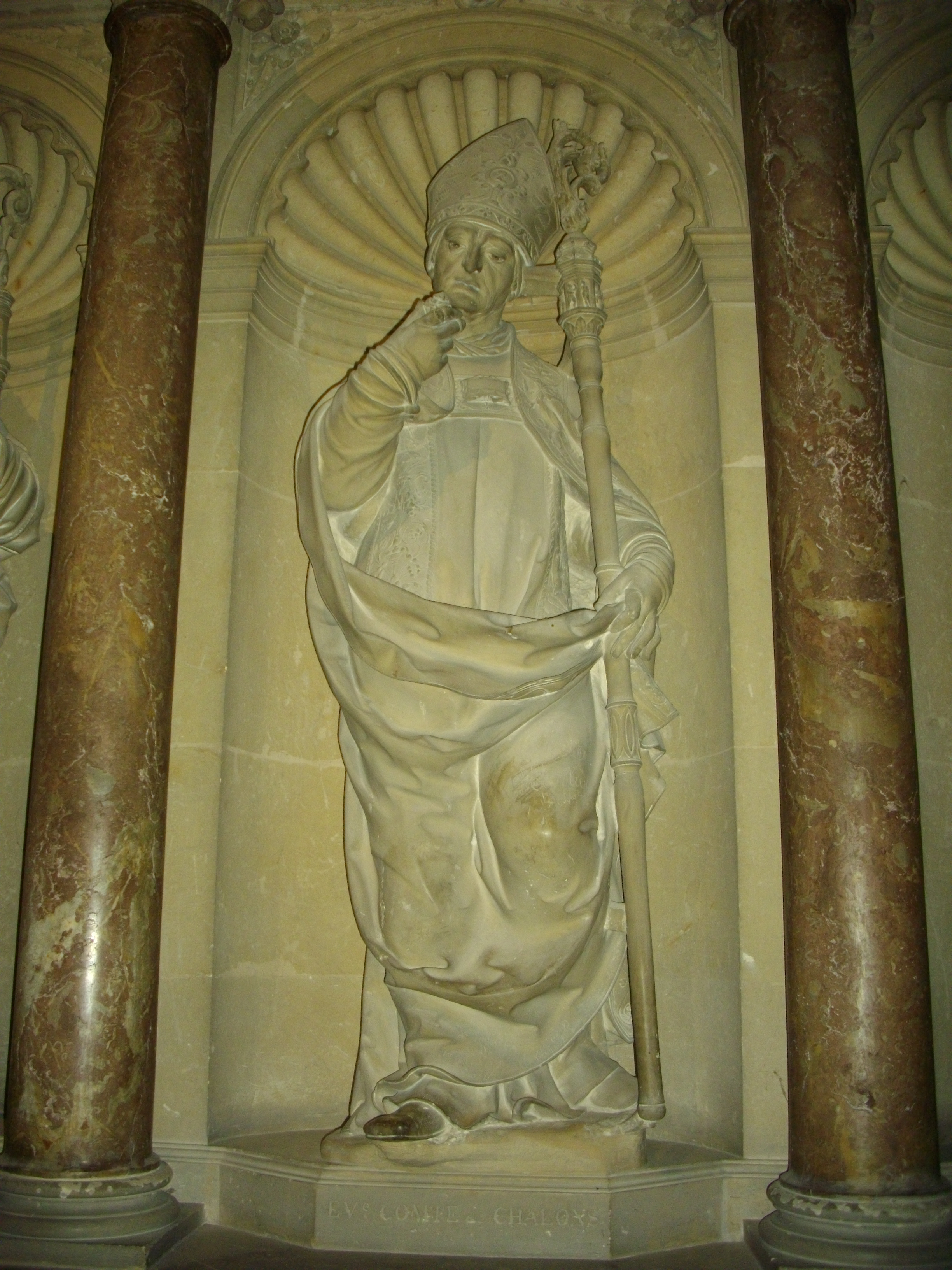
Évêque de Châlons.
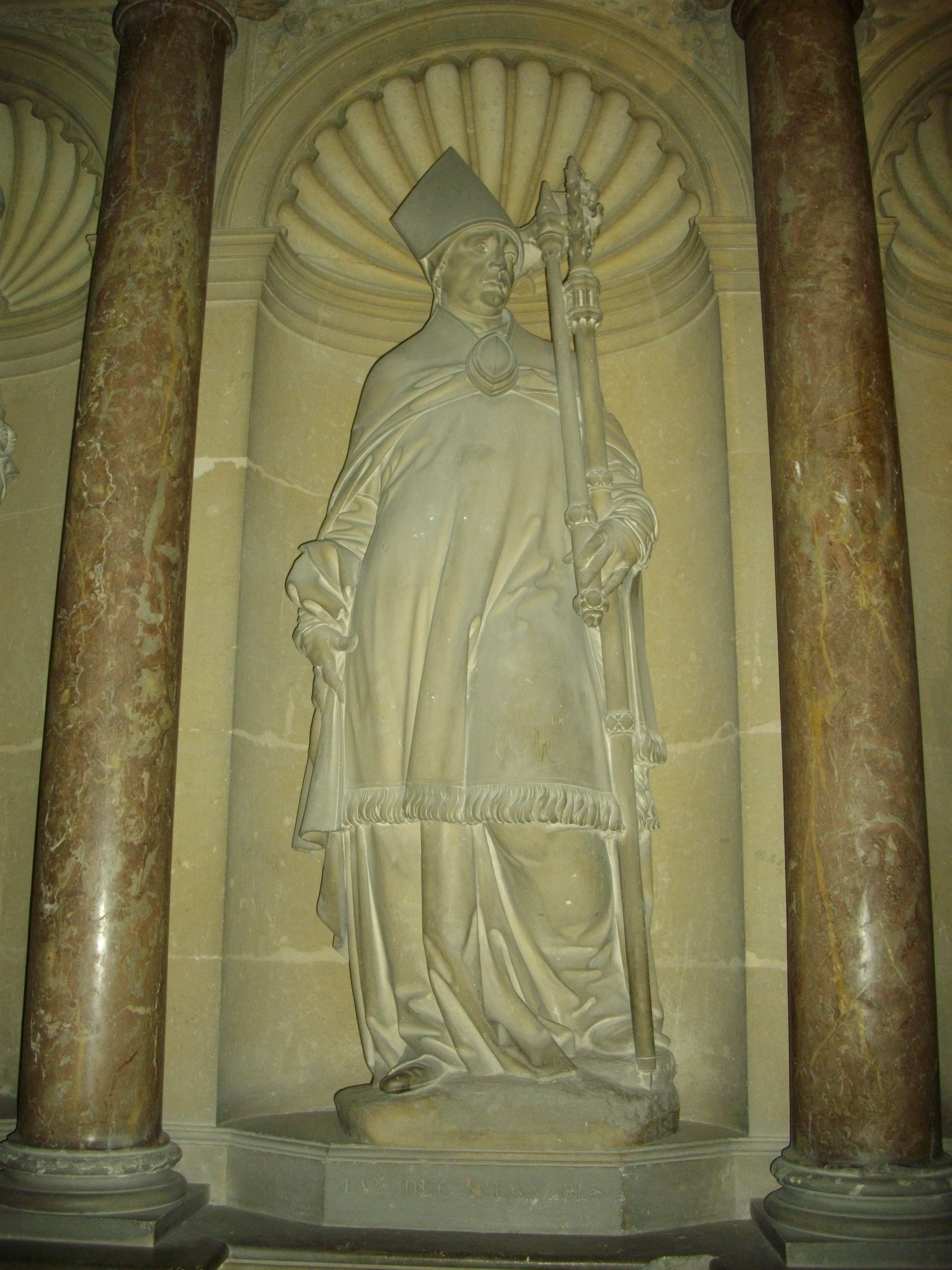
Évêque de Langres.
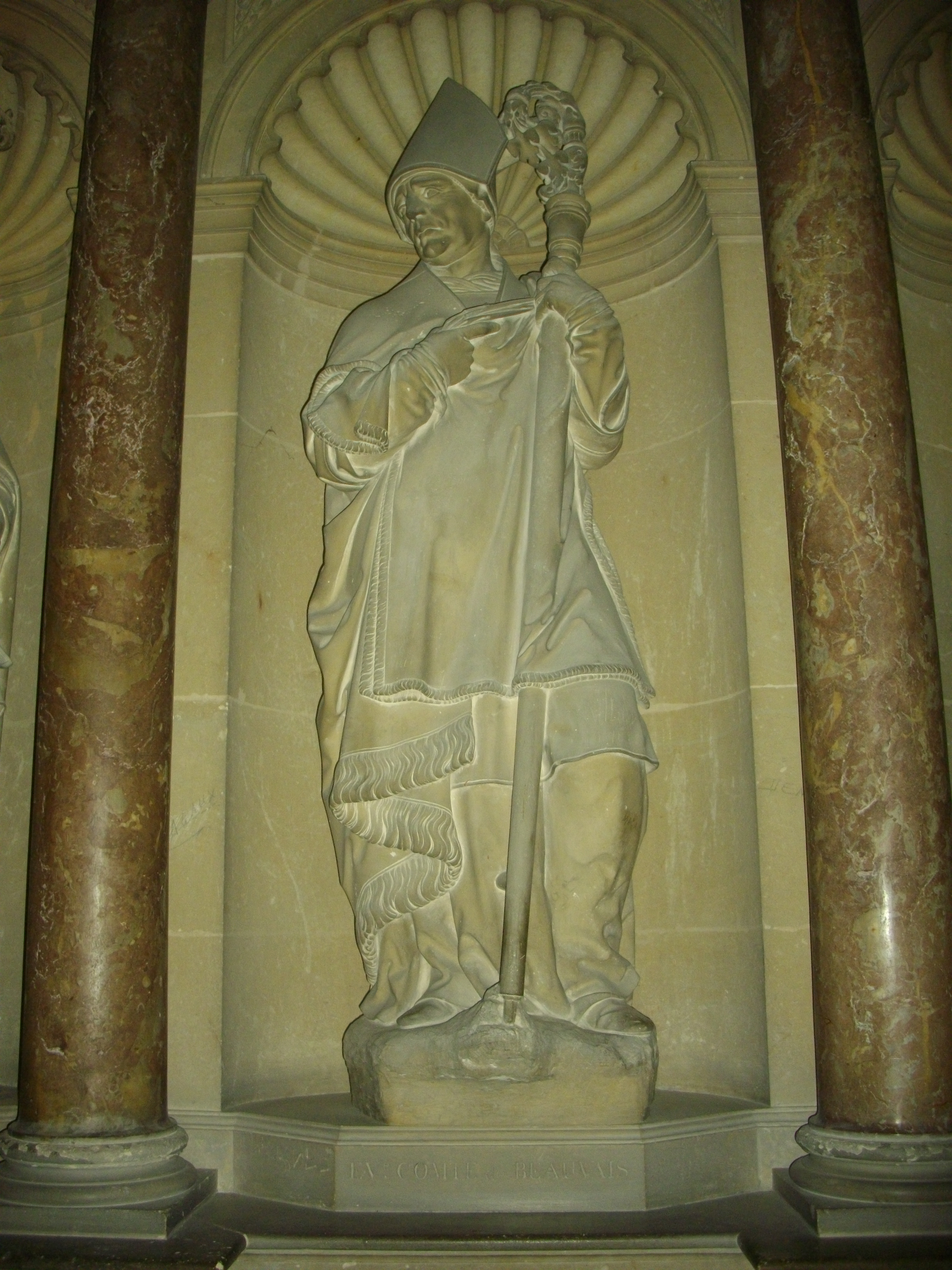
Évêque de Beauvais.

### Face arrière du tombeau de saint Remi
La face arrière du tombeau de saint Remi est divisée en deux niveaux :
- Le niveau inférieur est composé d'un soubassement en marbre surmonté d'une frise de bas-reliefs en forme de coquillage.

- Le niveau supérieur est occupé par une arcade cintrée abritant un groupe sculpté représentant le baptême de Clovis par saint Remi.

Clovis est agenouillé devant l’évêque Remi assisté d’un bedeau. Une colombe, sculptée dans une conque, au-dessus de la tête de saint Remi symbolise la colombe de la sainte ampoule.

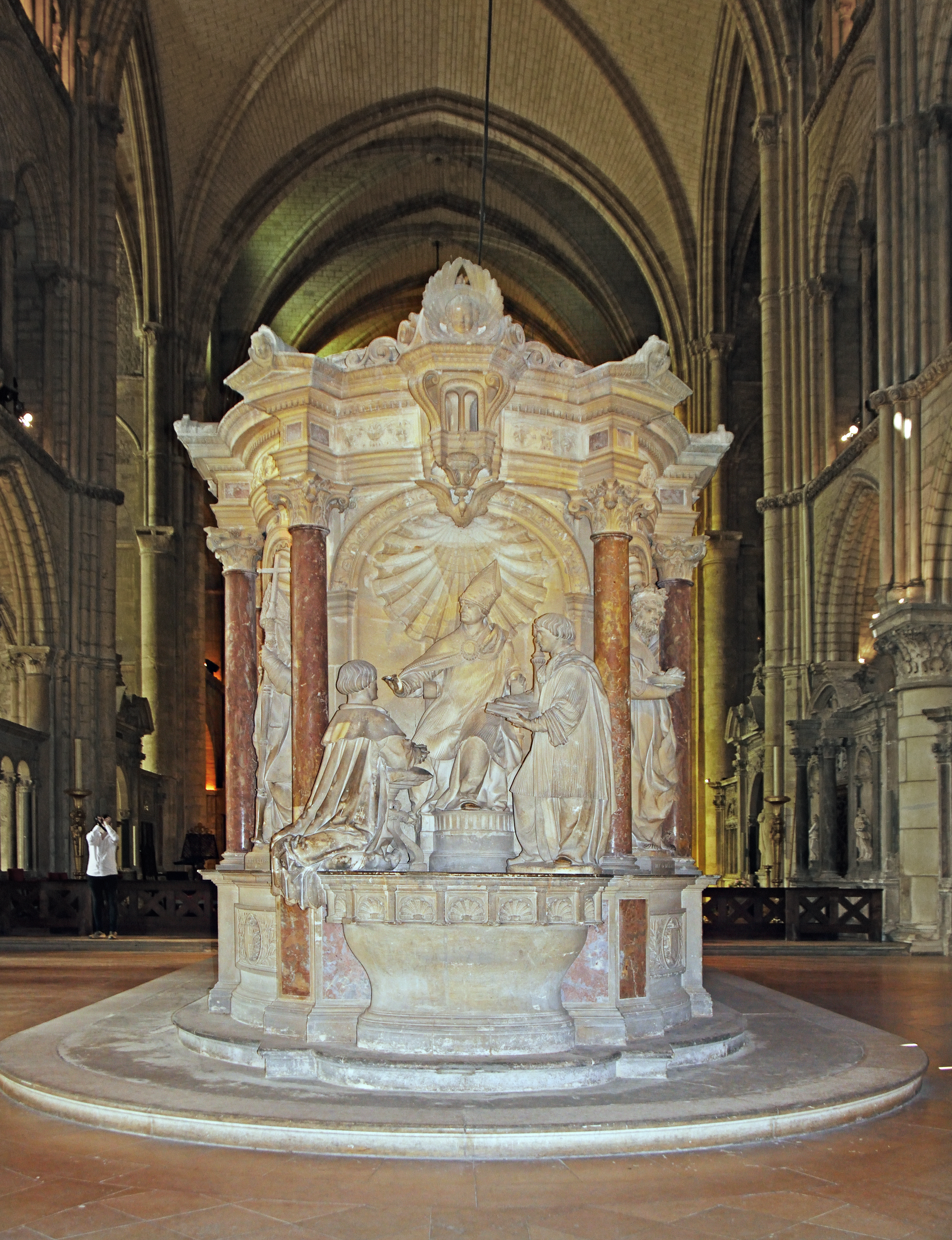
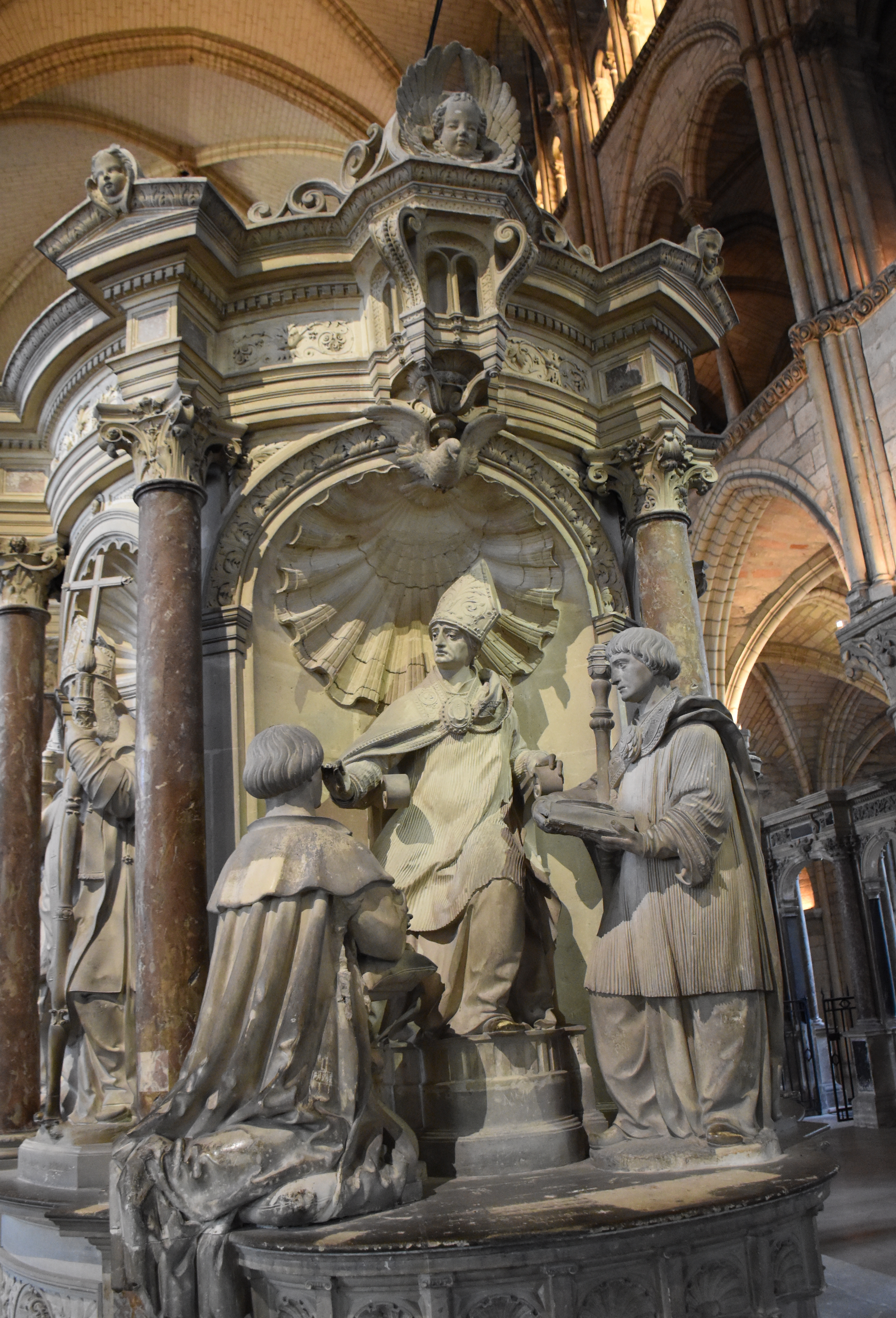
Face arrière du tombeau
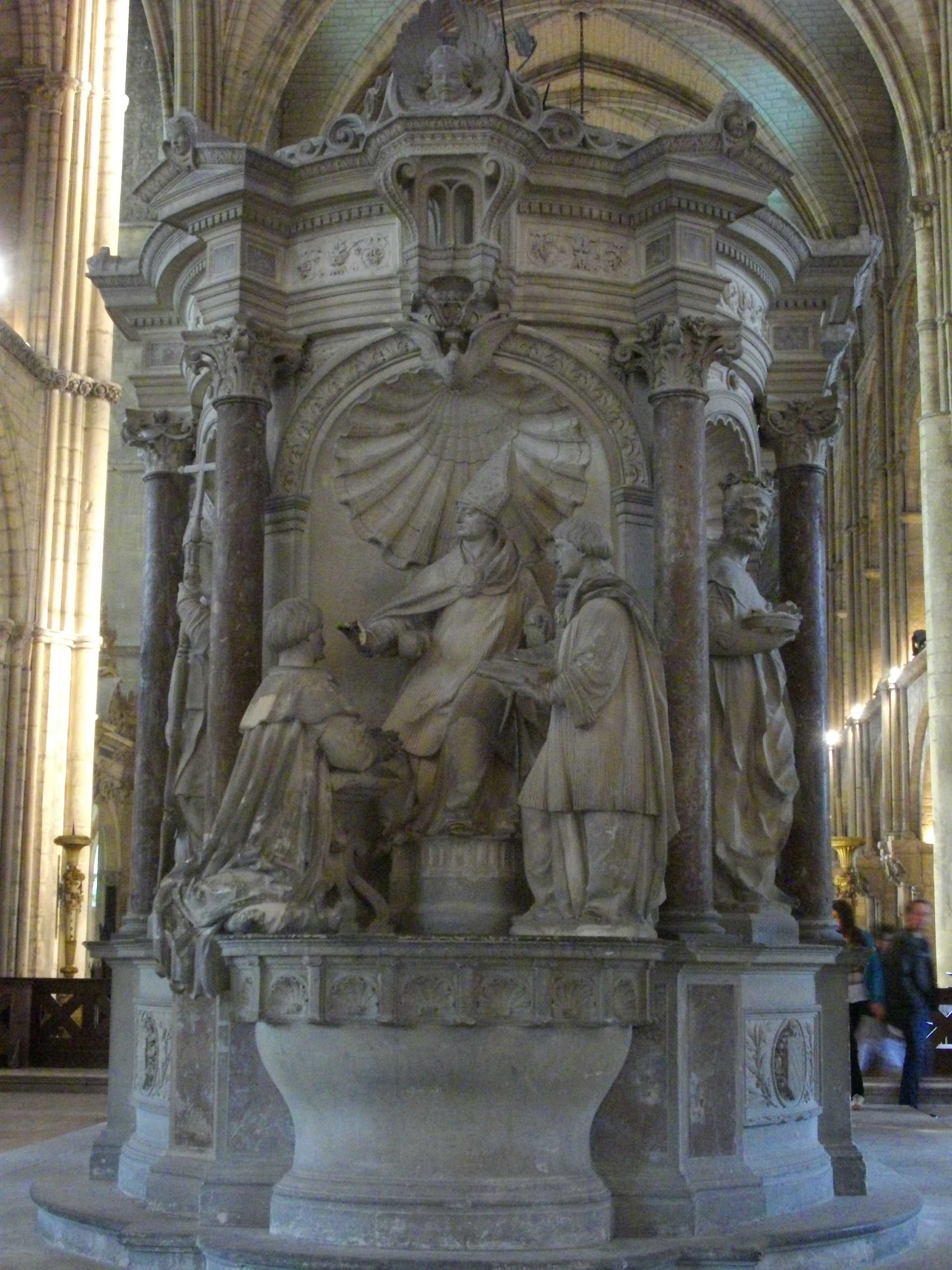

## Galerie photos

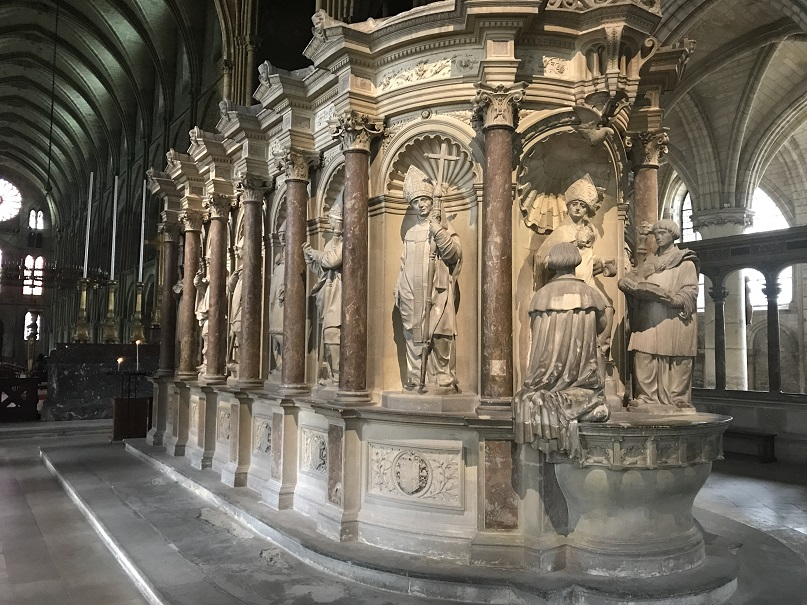
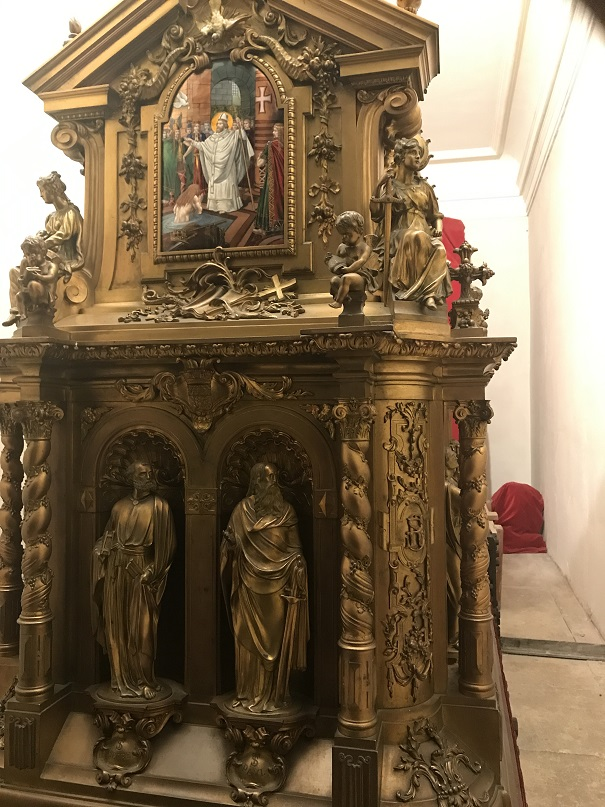